# Crkva sv. Jakova u Kninu
Crkva sv. Jakova jest crkva u gradu Kninu, sagrađena je polovicom osamnaestog stoljeća, a obnovljena 1880. godine. U više se navrata nakon 1880. godine crkvu popravljalo.  

## Opis
Jednostavna je građevina sa zvonikom na preslicu. U samoj crkvi nalazio se velik kameni oltar s kipom sv. Jakova na njemu. Također je imala Križni put i sliku Gospe Sinjske. Pred Domovinski rat, 1988. na 1989. godinu, temeljito je obnovljena i uređena. Nakon obnove 1. siječnja 1992. godine u Domovinskom ratu domaći su je pobunjeni Srbi minirali, a potom i zapalili. Uz pomoć Ministarstva za obnovu i razvoj RH i provincije Presvetog Otkupitelja, crkva se 2000. godine obnavljala. Akademski slikar Biffel Oko, naslikao je novu sliku apostola Jakova.
Oko crkve se nalazi staro groblje, a u novije vrijeme sagrađeno je zajedničko groblje s mrtvačnicom za katoličke i pravoslavne obitelji.

## Župni dvor (kuća)
Župna kuća popravljena je 1928. Pred sam Domovinski rat provincija Presv. Otkupitelja je sagradila novu župnu kuću i u njoj župnu kapelu. Prije samog useljenja, srpski pobunjenici su istjerali župnika krajem listopada 1991. Kuća je ostala sačuvana jer se u nju uselio jedan Srbin iz Uništa, koji je staru župnu kuću pretvorio u gospodarski objekt. Nakon operacije "Oluja" na temeljima stare kuće izgrađena je dvorana u kojoj se i danas slavi sveta misa.[nedostaje izvor]

## Grob Lovre Montija
Na groblju crkve sv. Jakova nalazi se i grob prvoga načelnika općine Knin i gradonačelnika grada Knina Lovre Montija. Pri proširenju ceste nadgrobna ploča je oštećena i godinama je grob bio zapušten, ali je donacijom pojedinaca 2015. godine obnovljen. O grobu su se prije brinuli đaci poljoprivredne škole u Ulici Lovre Montija (danas Krambergerovoj). Obnovio ga Bogdan Cvjetković.

## Galerija
- Pročelje crkve sv. Jakova
- Crkva sv. Jakova
- Crkva sv. Jakova s ceste
- Crkva sv. Jakova sa strane
- Crkva sv. Jakova sa strane
- Crkva sv. Jakova s zadnje strane
- Anno Domini 1855 (Godina gospodnja tisuću osamsto pedeset i peta)
- Župa sv. Jakova
- Župni ured i dvorana sv. Jakova
- Župni dvor sv. Jakova s dvoranom i zvonikom
- Crkva sv. Jakova slikana kod župnog dvora
- Crkva sv. Jakova i groblje
- Grob Lovre Montija